# Spigelia marilandica

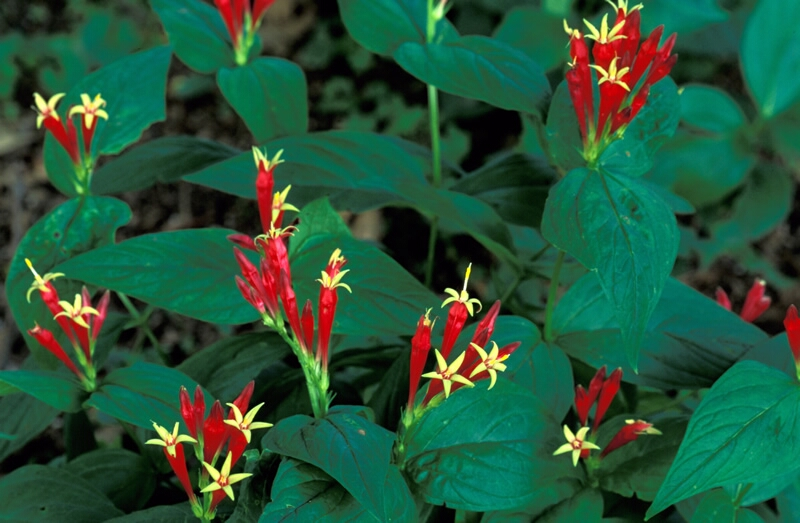
Spigelia marilandica o Indian pink

Spigelia marilandica (Spigelia de Maryland) és una espècie de planta dins la família Loganiaceae, és planta nativa d'Amèrica del Nord. Es fa servir com planta ornamental. Floreix cap al juny i en el seu hàbitat silvestre es fa en llocs humits i ombrívols. Arriba a fer uns 60 cm d'alt. A Espanya es troba dins la llista de plantes de venda regulada.